# 冬の陽
『冬の陽』（ふゆのひ）は、1975年10月2日から1976年1月1日までよみうりテレビ（制作）・日本テレビ系列の毎週木曜日21:00 - 21:54の枠で放送されたテレビドラマ。全14回。
原作は渡辺淳一の小説『ダブル・ハート』（1969年に文藝春秋より出版、後に『死化粧』のタイトルで角川文庫、文春文庫より出版）。

## 概要
心臓移植手術を背景に、札幌の大学病院の外科医が医者としての自分の本分と、かつての自分の恋人との愛とに挟まれ、その間で悩む物語。
外科医の殿村耕介は二年前、津野英春と対立し、追われるように夕張の炭鉱病院へ転勤。そこで殿村と里子は出会い、いつしか愛し合うようになっていた。殿村が札幌の大学病院へ戻ったある時、交通事故で瀕死の重傷を負った男性が担ぎ込まれてきた。その男性、トラック運転手の平井壮吉は心臓病患者への心臓提供者となり、後に植物状態になる。だが、殿村はその壮吉の妻がかつて恋人だった里子と知り驚く。
手術に立ち会う医師たちと里子、それぞれ心臓移植に係わる人々の愛情をテーマの一つとして進め描いた作品。
最初、ヒロイン・里子役には大原麗子が内定していたが、大原がギラン・バレー症候群にかかり、数か月の療養が必要となり出演不可能となって降板。そして急遽、本作の前々番組『北都物語』でヒロイン役を務めた金沢碧が起用された。

## キャスト
- 殿村耕介：北大路欣也
- 平井里子：金沢碧
- 平井壮吉：石立鉄男
- 津野英春：中村敦夫 - 殿村と対立する野心家教授
- 津野真紀：加賀まりこ - 津野の妻
- 峰岸徹
- 由利美佐子：中山麻理
- 安住徳代（婦長）：加茂さくら
- 水野助教授：柳生博
- 貴島栄太郎：左右田一平 - 心臓病患者
- 平井とみ：沢村貞子 - 壮吉の母
- 新聞記者・根本：横光勝彦
- 佐竹明夫
- 大森学長：山村聡

## スタッフ
- プロデューサー：石川甫
- 原作：渡辺淳一『ダブル・ハート』
- 脚本：岩間芳樹
- 演出：森開逞次
- 音楽：坂田晃一
- 制作：テレパック、よみうりテレビ

## 主題歌
- 『情熱』　歌：鹿内孝（作詞：万里村ゆき子、作曲・編曲：坂田晃一）
  - 挿入歌：『真冬のブルース』　歌：鹿内孝（作詞：万里村ゆき子、作曲：坂田晃一、編曲：小六禮次郎）
  - 日本コロムビア

## サブタイトル
1. 1975年10月2日 「心臓移植」
2. 1975年10月9日 「移植心は…」
3. 1975年10月16日 「心提供者」
4. 1975年10月23日 「哀惜」
5. 1975年10月30日 「予感」
6. 1975年11月6日 「昏睡」
7. 1975年11月13日 「宣告」
8. 1975年11月20日 「雪の日」
9. 1975年11月27日 「決別」
10. 1975年12月4日 「いのち」
11. 1975年12月11日 「微笑」
12. 1975年12月18日 「波紋」
13. 1975年12月25日 「決意」
14. 1976年1月1日 「早春」

## 放送局
特記の無い限り全て放送時間は木曜 21:00 - 21:54、同時ネット。
- 読売テレビ
- 日本テレビ
- 札幌テレビ[4]
- 青森放送[5]
- テレビ岩手[5]
- 秋田放送[6]
- 山形放送[7]
- 宮城テレビ[8]
- 福島中央テレビ[8]
- 新潟総合テレビ：火曜 22:00 - 22:54[9]
- 信越放送：木曜 16:05 - 17:00（1976年1月から遅れネット）[10]
- 北日本放送[11]
- 福井放送[11]
- 山梨放送[12]
- 中京テレビ[13]
- 日本海テレビ[14]
- 西日本放送[15]
- 広島テレビ[15]
- 山口放送[16]
- 四国放送[17]
- 南海放送[16]
- 高知放送[16]
- 福岡放送[18]
- テレビ長崎：金曜 22:00 - 22:54[18]
- テレビ熊本：金曜（木曜深夜）0:25 - 1:19（1976年1月から遅れネット）[19]
- 沖縄テレビ：木曜 22:00 - 22:54[20]